# Iris pseudacorus
Iris pseudacorus (trong tiếng Anh gọi là yellow flag, yellow iris, water flag) là một loài cây trong họ Diên vĩ (Iridaceae). Đây là loài bản địa châu Âu, Tây Á và Tây Bắc Phi. Tên loài (pseudacorus) có nghĩa "giả acorus", chỉ nét tương đồng ở lá giữa I. pseudacorus và Acorus calamus.